# Kouseki Radio
Kouseki Radio (鉱石ラジオ - Radio Cristallo) è il quinto album ufficiale di Akino Arai pubblicato nel 2001.

## Il disco
Pubblicato nel 2001, Kouseki Radio è il quinto album ufficiale di Akino Arai. Composto da 11 tracce j-pop l'album ha un sound più complesso e leggero dei precedenti lavori della cantante giapponese.
Alternando tracce cantate a frammenti musicali dai titoli che richiamano appunto la radio come congegno meccanico, l'opera si avvale di diverse campionature e di effetti audio elettronici arrivando a distorcere il suono della voce della stessa Akino Arai (effetto utilizzato anche in altri album di questa) per renderla più morbida e armonica. Zincite Trance, How about u e Anai Mouse (in cui si sente un Are you ready? riferito probabilmente alla canzone successiva) sono le veloci tracce che accorpano la maggior parte dei suoni campionati e fungono da introduzione alle tracce che seguono. Così come Zincite Trance porta alla delicatezza della title track Kouseki Radio, Anai Mouse introduce la stravaganza musicale dell'unica canzone interamente in inglese dell'album, ovvero Welcome to Riskcaution Corporation.
L'appena sussurrata Kirei na kanjou è sigla dell'anime di spionaggio Noir e il suo etereo e incessante tema telefonico di sottofondo.

## Tracce
1. Zincite Trance
2. 鉱石ラジオ - Kouseki Radio
3. Satellite Song
4. エウロパの氷 - Europa no Mizu
5. きれいな感情 - Kirei na kanjou
6. How about u
7. 赤い砂 白い花 (marrakesh mix) - Akai suna, shiroi hana (marrakesh mix)
8. Trance Transistor Table Radio
9. 案内マウス - Anai Mouse
10. Welcome to Riskcaution Corporation
11. チェコの夢~Fall - Cheko no yume~Fall